# Kayahan Açar
Kayahan Açar, född 29 mars 1949 i İzmir, död 3 april 2015 i Istanbul, var en turkisk popsångare, gitarrist och låtskrivare känd under artistnamnet Kayahan.
Açar växte upp i Ankara och bosatte sig som vuxen i Istanbul. Han började sin musikaliska karriär som låtskrivare till sångerskan Nilüfer Yumlu. Kayahan Açar var främst känd för sina kärleksballader.
Açar deltog flera gånger i den turkiska uttagningen till Eurovision Song Contest. Första gången var 1980 då han kom på sjätte och sista plats med bidraget Dostluk. Han deltog igen 1984 med Kaç para, som blev utan placering, och 1987 med bidraget Günesli bir resim çiz bana som han framförde tillsammans med Emel-Erdal, Yesim och Ayse. 1988 framförde han bidraget Sokak kedisi som blev utan placering och 1989 kom han på andraplats med Ve melankoli. 1990 vann han den turkiska uttagningen med Gözlerinin hapsindeyim och i Eurovision Song Contest det året kom han på 17:e plats med 21 poäng.
Kayahan Açar dog 3 april 2015 i sviterna av cancer.

## Diskografi
- Neden Olmasın & İstanbul Hatırası (1976)
- Bekle Gülüm & Ateş (1980)
- Canım Sıkılıyor Canım (1981)
- Merhaba Çocuklar (1987)
- Benim Şarkılarım (1988)
- Benim Şarkılarım 2 (Siyah Işıklar) (1989)
- Yemin Ettim (1991)
- Odalarda Işıksızım (1992)
- Son Şarkılarım (1993)
- Benim Penceremden (1995)
- Canımın Yaprakları (1996)
- Emrin Olur (1998)
- Beni Azad Et (1999)
- Gönül Sayfam (2000)
- Ne Oldu Can (2003)
- Kelebeğin Şansı (2004)
- Biriciğime (2007)
- 365 Gün (2011)
- 365 Gün & Hayatımın Tamamısın (2011)